# Hanna Reitsch
Hanna Reitsch, nemška preizkusna in športna pilotka, * 29. marec 1912, Hirschberg, Šlezija, † 24. avgust 1979, Frankfurt, Zahodna Nemčija.

## Mladost
Hanna se je rodila v Šleziji in se namenila posvetiti študiju medicine, tako kot pred njo njen oče, ki je bil oftalmolog. Leta 1932 pa je pustila študij in se posvetila novi strasti, letenju. Opravila je izpite za letenje jadralnih letal in kmalu postala nosilka mnogih rekordov v daljinskem, akrobatskem in vzdržljivostnem letenju. Postala je tudi prva ženska, ki je z jadralnim letalom preletela Alpe. Kmalu je postalo letenje z jadralnimi letali za Hanno premalo zanimivo, zato se je leta 1937 pridružila novo ustanovljeni Luftwaffe, kjer je pokazala željo po testiranju novih motornih letal.

## Kariera testne pilotke
Luftwaffe, ki je bila takrat pod poveljstvom Ernsta Udeta je nujno potrebovala izkušene pilote, ki bi preizkušali nove lovce in bombnike, ki so jih v tajnosti pripravljali. Tako je Še isto leto Hanna začela testirati strmoglavca Junkers Ju 87 »štuka« in bombnik Dornier Do 17. Zaradi dobrih rezultatov in prijetne zunanjosti je kmalu postala obraz za propagiranje letalstva. Kmalu je postala tudi preizkusna pilotka na prvem upravljivem helikopterju na svetu, Focke-Achgelis Fa 61. V sklopu berlinskega motor showa 1938 je Hanna vsak večer prikazala letenje s tem zračnim plovilom v veliki dvorani Deutschlandhalle.

### Druga svetovna vojna
Med drugo svetovno vojno je Hanna opravila veliko pomembnih preizkusov z novimi nemškimi revolucionarnimi orožji. Tako je pomagala rešiti težave s stabilizacijo rakete V-1. Prvi primerki raket so imeli namreč precej težav s stabilizacijo in vodljivostjo. Zato so izdelali raketo, ki so jo predelali za ročno upravljanje, za testno pilotko pa so izbrali Hanno. Ta je polet uspešno opravila in s podatki, ki jih je prinesla s poleta, je Nemcem uspelo odpraviti pomankljivosti. 
Kasneje je bila izbrana za poizkusno pilotko v nemškem programu raketnih in reaktivnih letal ter bombniškem programu. Kot prva je bila izbrana za testiranje novega raketnega lovca Messerschmitt Me 163 Komet. Na petem poletu pa je njeno letalo strmoglavilo, Hanna pa je utrpela hude poškodbe, zaradi katerih je pet mesecev preživela v bolnišnici. 
V zadnjih dneh druge svetovne vojne je še enkrat pokazala svoj pogum, ko je v obkoljeni Berlin z majhnim letalom Fieseler Fi 156 Storch pripeljala generalpolkovnika von Greima na posvet v Hitlerjev bunker. 27. aprila je uspešno pristala na ulici in izpolnila nalogo. V bunkerju je bila priča zadnjim hitlerjevim ukazom, nato pa je 29. aprila zapustila Berlin na enak način kot je vanj prispela, z letalom. Pri umiku je doživela močan protiletalski ogenj, ki je poškodoval njeno letalo, vendar ji je uspelo odleteti na zahod, kjer so jo zajeli Američani in jo za 18 mesecev zaprli ter zasliševali, nato pa so jo izpustili.

## Povojna leta
Po vojni je v Nemčiji veljala prepoved letenja, šele nekaj let kasneje pa so spet dovolili sprva le letenje z jadralnimi letali, precej kasneje pa tudi ostalo športno letenje. Leta 1952 je Hanna Reitsch osvojila tretje mesto na svetovnem prvenstvu v jadralnem letalstvu v Španiji, leta 1955 pa je postala še nemška prvakinja. Poleg tega je postavila tudi svetovni višinski rekord za ženske z višino 6848 m.
Leta 1959 jo je v Indijo povabil takratni ministrski predsednik Jawaharlal Nehru, da bi tam ustanovila center za jadralno letenje, kar je tudi storila.  
Med letoma 1962 in 1966 je Hanna Reitsch živela v Gani, kamor je prispela na povabilo predsednika Kwameja Nkrumaha in tudi tam ustanovila državno šolo jadralnega letalstva.
Leta 1976 je postavila nov ženski svetovni rekord v letenju »ven in nazaj«. Ta je znašal 715 km, leta 1979 pa je ta rekord popravila na 802 km.
Umrla je v Frankfurtu leta 1979 v starosti 67 let za posledicami infarkta.

## Priznanja
Hanna Reitsch je bila ena od dveh žensk, ki sta dobili železni križec prve stopnje in edina, ki je prejela znak pilota in opazovalca z diamanti.